# Kings County (Kalifornien)
Das Kings County ist ein County in der südlichen Mitte des US-Bundesstaates Kalifornien. Der Verwaltungssitz (County Seat) ist Hanford.
Das County wird vom Office of Management and Budget zu statistischen Zwecken als Hanford–Corcoran, CA Metropolitan Statistical Area geführt.

## Geschichte
Das Kings County wurde 1893 aus Teilen des Tulare Countys gebildet. Das County bekam seinen Namen vom Kings River, der von Padre Munoz Expedition entdeckt wurde und Rio de Los Santos Reyes (Fluss der heiligen Könige) genannt wurde.
4 Bauwerke des Countys sind im National Register of Historic Places eingetragen.

## Demografische Daten
Nach der Volkszählung im Jahr 2000 lebten im Kings County 129.461 Menschen. Es gab 34.418 Haushalte und 26.983 Familien. Die Bevölkerungsdichte betrug 36 Einwohner pro Quadratkilometer. Ethnisch betrachtet setzte sich die Bevölkerung zusammen aus 53,68 % Weißen, 8,30 % Afroamerikanern, 1,68 % amerikanischen Ureinwohnern, 3,07 % Asiaten, 0,19 % Bewohnern aus dem pazifischen Inselraum und 28,28 % aus anderen ethnischen Gruppen; 4,79 % stammten von zwei oder mehr ethnischen Gruppen ab. 43,61 % der Bevölkerung waren spanischer oder lateinamerikanischer Abstammung.
Von den 34.418 Haushalten hatten 46,40 % Kinder und Jugendliche unter 18 Jahre, die bei ihnen lebten. 58,00 % waren verheiratete, zusammenlebende Paare, 14,30 % waren allein erziehende Mütter. 21,60 % waren keine Familien. 17,00 % waren Singlehaushalte und in 6,80 % lebten Menschen im Alter von 65 Jahren oder darüber. Die Durchschnittshaushaltsgröße betrug 3,18 und die durchschnittliche Familiengröße lag bei 3,56 Personen.
Auf das gesamte County bezogen setzte sich die Bevölkerung zusammen aus 29,00 % Einwohnern unter 18 Jahren, 11,80 % zwischen 18 und 24 Jahren, 35,00 % zwischen 25 und 44 Jahren, 16,80 % zwischen 45 und 64 Jahren und 7,40 % waren 65 Jahre alt oder darüber. Das Durchschnittsalter betrug 30 Jahre. Auf 100 weibliche Personen kamen 134,80 männliche Personen, auf 100 Frauen im Alter ab 18 Jahren kamen statistisch 148,80 Männer.
Das jährliche Durchschnittseinkommen eines Haushalts betrug 35.749 USD, das Durchschnittseinkommen der Familien betrug 38.111 USD. Männer hatten ein Durchschnittseinkommen von 31.700 USD, Frauen 24.772 USD. Das Prokopfeinkommen betrug 15.848 USD. 19,50 % Prozent der Bevölkerung und 15,80 % der Familien lebten unterhalb der Armutsgrenze. 25,90 % davon waren unter 18 Jahre und 8,80 % waren 65 Jahre oder älter.

## Orte im County
Zum County gehören folgende Citys
- Avenal
- Corcoran
- Hanford (County Seat)
- Lemoore

und folgende CDPs
- Armona
- Grangeville
- Hardwick
- Home Garden
- Kettleman City
- Lemoore Station
- Stratford